# Hartford (Vermont)
Hartford è una città degli Stati Uniti d'America, nella contea di Windsor, nello Stato del Vermont. La popolazione era di 9.952 abitanti nel censimento del 2010.